# William Tecumseh Sherman (Saint-Gaudens)
La William Tecumseh Sherman, nota anche come Sherman Memorial o Sherman Monument, è una scultura all'aperto ritraente il generale unionista William Tecumseh Sherman opera di Augustus Saint-Gaudens.
Situata al centro della Grand Army Plaza di Manhattan, a New York; venne ufficialmente scoperta nel 1902 e dedicata il 30 maggio del 1903. Il monumento in bronzo dorato è costituito da una statua equestre e una figura femminile allegorica, Nike, posta su un piedistallo in granito Stony Creek progettato dall'architetto Charles Follen McKim.